# Listă de compozitori de muzică cultă: I

## Ib
- Jacques Ibert (1890 - 1962)

## Ic
- Toshi Ichiyanagi (n. 1933)

## If
- Akira Ifukube (n. 1914)

## Ig
- Peter Igelhoff (1904 - 1978)
- Hector Iglesias Villoud (1913 - 1988)
- Konstantin Nikolaievici Igumnov (1873 - 1948)

## Ih
- Friedrich Ihme (n. 1940)

## Ik
- Shin-Ichiro Ikebe (n. 1943)
- Tomojiro Ikenouchi (1906 - 1991)
- Lauri Ikonen (1888 - 1966)
- Bojan Ikonomov (1900 - 1973)
- Stefan Ikonomov (1937 - 1994)

## Il
- Ilia Iliev (1912 - 1988)
- Konstantin Iliev (1924 - 1988)

## Im
- Andrew Imbrie (n. 1921)

## In
- Herbert Reynolds Inch (1904 - 1988)
- Sigismondo d'India (în jur de 1582 - 1629)
- Vincent d'Indy (1851 - 1931)
- Manuel Infante (1883 - 1958)
- Marc'Antonio Ingegneri (în jur de 1547 - 1592)
- Désiré-Émile Inghelbrecht (1880 - 1965)
- Marian Ingoldsby (n. 1965)
- Atli Ingólfsson (n. 1962)

## Io
- Iannis Ioannidis (n. 1930)
- Adrian Iorgulescu (n. 1951)

## Ip
- Michail Ippolitov-Ivanov (1859 - 1935)
- Pedro Ipuche-Riva (1924 - 1996)

## Ir
- Sebastian de Iradier (1809 - 1865)
- Gabriel Iranyi (n. 1946)
- John Ireland (1879 - 1962)
- Yoshiro Irino (1921 - 1980)

## Is
- Heinrich Isaac (în jur de 1450 - 1517)
- Carlos Isamitt Alacrón (1887 - 1974)
- Kan Ishii (* 1921)
- Maki Ishii (* 1936)
- Páll Isólfsson (1893 - 1974)
- Niccolò Isouard (1775 - 1818)
- Miloslav Ištvan (1928 - 1990)
- Mircea Istrate (n. 1929)

## It
- Brasilio Itiberê da Cunha (1846 - 1913)
- João Itiberê da Cunha (1869 - 1953)
- Ryuta Ito (n. 1922)
- José Iturbí (1895 - 1980)

## Iv
- Iosif Ivanovici (1845 - 1902)
- Jānis Ivanovs (1906 - 1983)
- Charles Ives (1874 - 1954)
- Jean Eichelberger Ivey (n. 1923)